# جنرال زود
جنرال زود ((بالإنجليزية: General Zod)‏) هو شخصية من شخصيات شركة دي سي كومكس للقصص المصورة، وهو العدو اللدود لسوبرمان.
ظهر الجنرال زود لأول مرة في كاريكاتير المغامرة #283 (أبريل 1961)، وهو من كوكب كريبتون، نفس الكوكب الذي هبط منه سوبرمان للأرض.
ظهر جنرال زود لأول مرة في عالم السينما في فيلم رجل من حديد، وجسده الممثل مايكل شانون.